# Xue Fei (Leichtathletin)
Xue Fei (chinesisch 薛飞, Pinyin Xuē Fēi; * 8. August 1989 in Heze) ist eine ehemalige chinesische Leichtathletin, die im Mittel- und Langstreckenlauf an den Start ging. Zu ihren größten Erfolgen zählt die Goldmedaille über 5000 m bei den Asienspielen 2006 sowie der Asienmeistertitel über ebendiese Distanz 2009.

## Sportliche Laufbahn
Erste internationale Erfahrungen sammelte Xue Fei im Jahr 2006, als sie bei den Juniorenweltmeisterschaften im heimischen Peking in 15:31,61 min die Goldmedaille im 5000-Meter-Lauf gewann. Anschließend nahm sie erstmals an den Asienspielen in Doha teil und siegte auch dort in 15:40,12 min. Bei den Hallenweltmeisterschaften 2008 in Valencia schied sie mit 9:03,67 min in der Vorrunde im 3000-Meter-Lauf aus. Über 5000 m nahm sie im Sommer an den Olympischen Spielen in Peking teil und erreichte dort das Finale, in dem sie sich mit 16:09,84 min den zwölften Platz klassierte. Im Jahr darauf siegte sie in 16:05,19 min bei den Asienmeisterschaften in Guangzhou und 2010 belegte sie bei den Asienspielen ebendort in 15:44,09 min den siebten Platz. 2013 bestritt sie bei den Nationalen Spielen in Shenyang ihren letzten offiziellen Wettkampf und beendete daraufhin ihre Karriere im Alter von 24 Jahren.
In den Jahren 2008 und 2009 wurde Xue chinesische Meisterin im 1500-Meter-Lauf und 2006, 2008 und 2010 siegte sie über 5000 m.

## Persönliche Bestzeiten
- 1500 Meter: 4:08,87 min, 29. Juni 2008 in Suzhou
  - 1500 Meter (Halle): 4:09,71 min, 13. Februar 2012 in Nanjing (chinesischer Rekord)
- 5000 Meter: 15:02,73 min, 31. Oktober 2007 in Wuhan
  - 3000 Meter (Halle): 9:03,67 min, 7. März 2008 in Valencia (asiatischer U20-Rekord)